# The Times Literary Supplement
The Times Literary Supplement (TLS) — еженедельный литературно-критический журнал Великобритании. Главный редактор с 2020 года — Мартин Ивенс.

## История
Публиковался с 1902 года как приложение к газете The Times, с 1914 года выходит как самостоятельное издание; постоянно и тесно связан с The Times, электронная версия журнала размещается на сайте газеты.

## Публикации
До 1974 года рецензии на книги и обзоры книжной продукции — их авторами зачастую были крупнейшие литературные критики — печатались в журнале анонимно. Наряду с ними, в издании публикуются эссе и стихотворения. В разное время в газете публиковались (в алфавитном порядке) Бродский, Варгас Льоса, Видал, Вулф, Джеймс, И. Кальвино, Кундера, Ларкин, Памук, Хайсмит, Джеффри Хилл, Хини, Т. С. Элиот, Дж. Эшбери и др.

## Редакторы
- 1902: James Thursfield
- 1902: Bruce Richmond
- 1938: D. L. Murray (David Leslie Murray)
- 1945: Stanley Morison
- 1948: Alan Payan Pryce-Jones[2]
- 1959: Arthur Crook
- 1974: John Gross
- 1981: Jeremy Treglown
- 1991: Ferdinand Mount
- 2003: Peter Stothard
- 2016: Stig Abell
- 2020: Martin Ivens